# Cuisine des Tuvalu

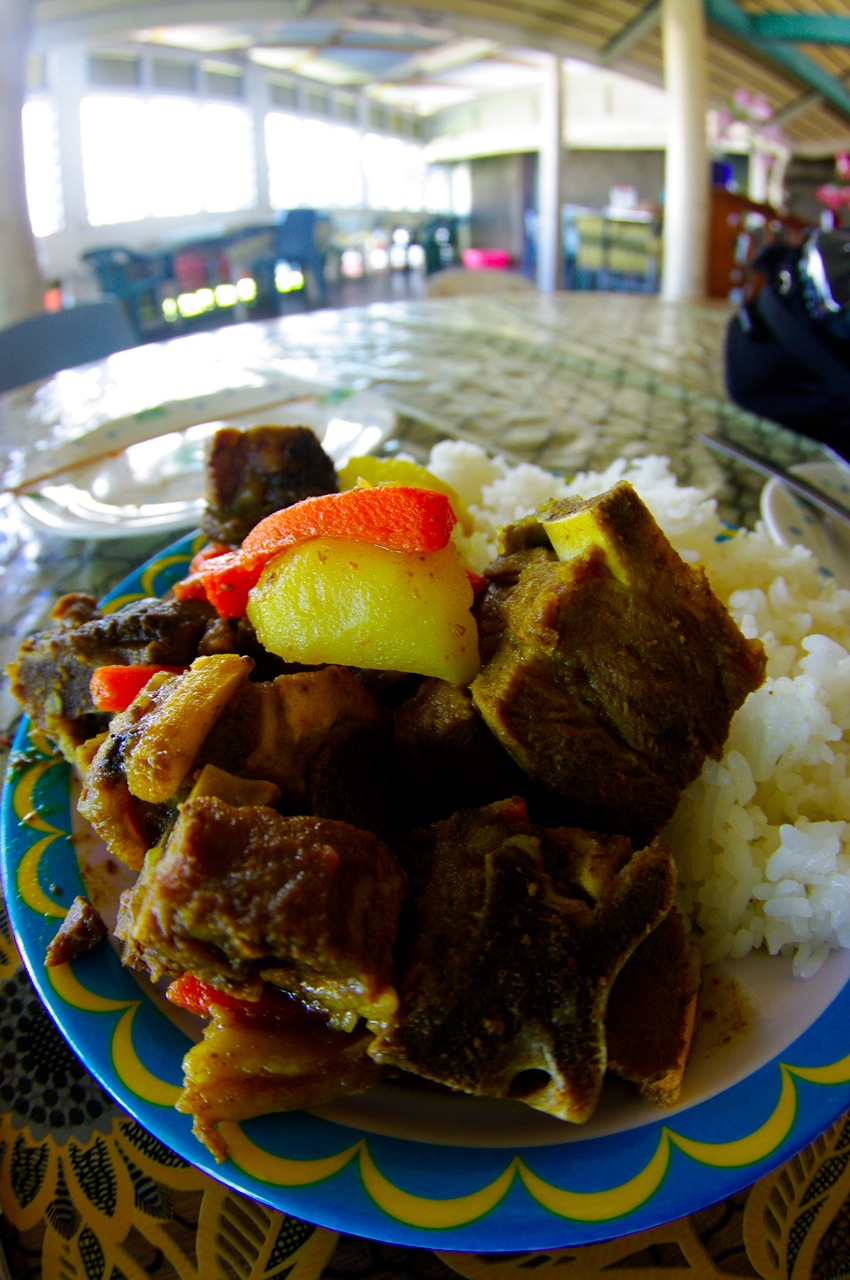
Repas tuvaluan (Funafuti, 2011).

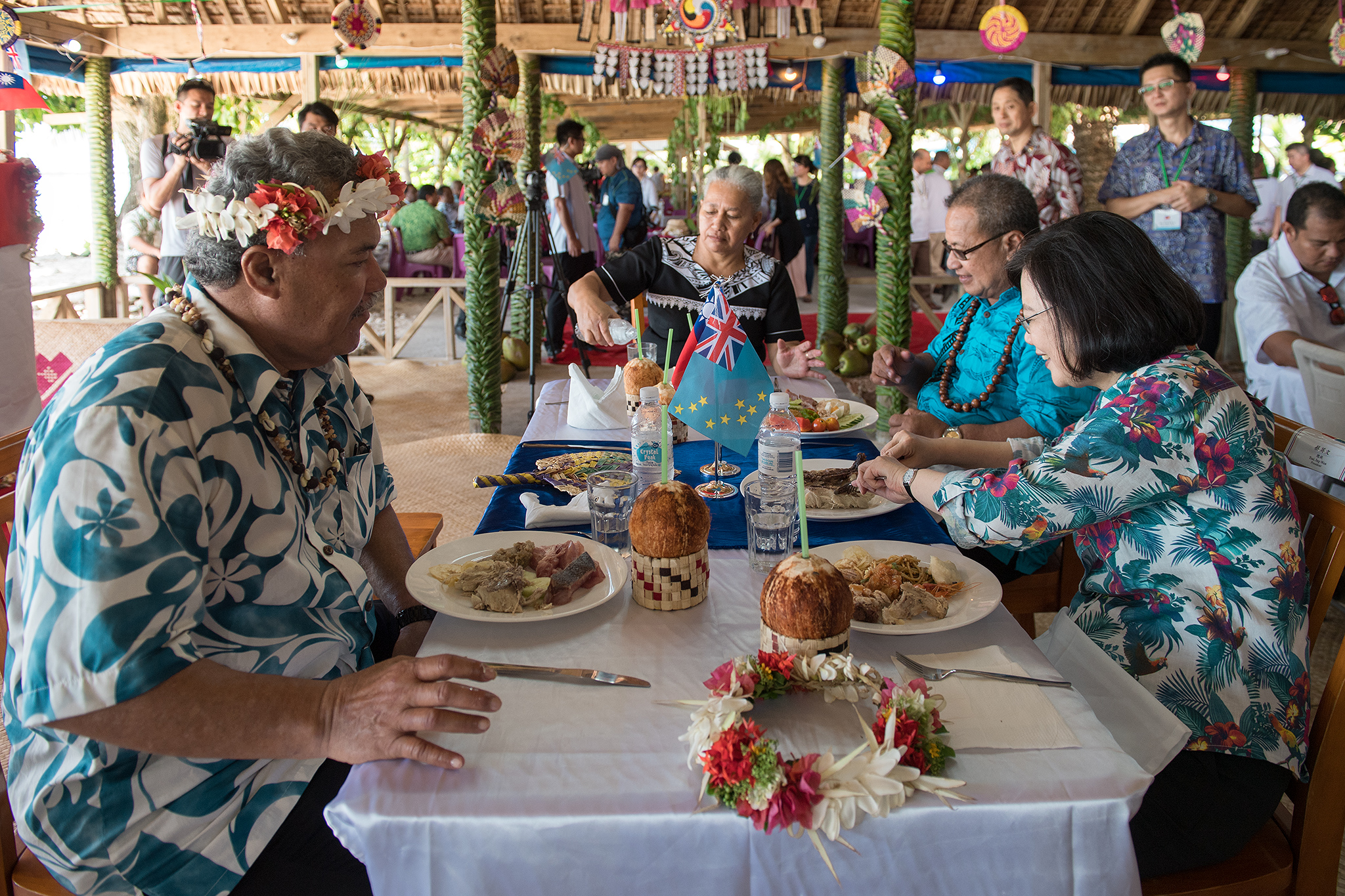
Banquet offert par le premier ministre tuvaluan Enele Sosene Sopoaga en 2017.

La cuisine des Tuvalu, petit État insulaire du Pacifique, est principalement basée sur la noix de coco, le taro géant des marais et les produits de la mer.

## Principaux aliments

### Cuisine traditionnelle
La mer fournit de nombreux aliments de la cuisine tuvaluane aux Polynésiens qui se sont installés dans les atolls des Tuvalu : poissons, mollusques, crabes et crustacés, mais également œufs de tortue. La pêche a longtemps été la principale source de nourriture.
D'autres animaux présents sur les atolls étaient consommés, comme les chauve-souris, les lézards ou encore les larves. Les fruits et les légumes locaux sont aussi consommés.

#### Fruits et plantes sauvages
Parmi les fruits comestibles consommés aux Tuvalu, on trouve le pandanus odoratissimus (en tuvaluan fala), le ficus aspera (ou ficus panaché) (felo), cultivé à Niutao, ou encore le morinda citrifolia (nonu), consommé cru. Lorsque les fruits ne peuvent pas être cueillis à la main, ils sont récoltés avec un bâton en bois sur lequel est fixé un autre bout de bois, pour former un crochet. La récolte des fruits est surtout confiée aux femmes et aux enfants.

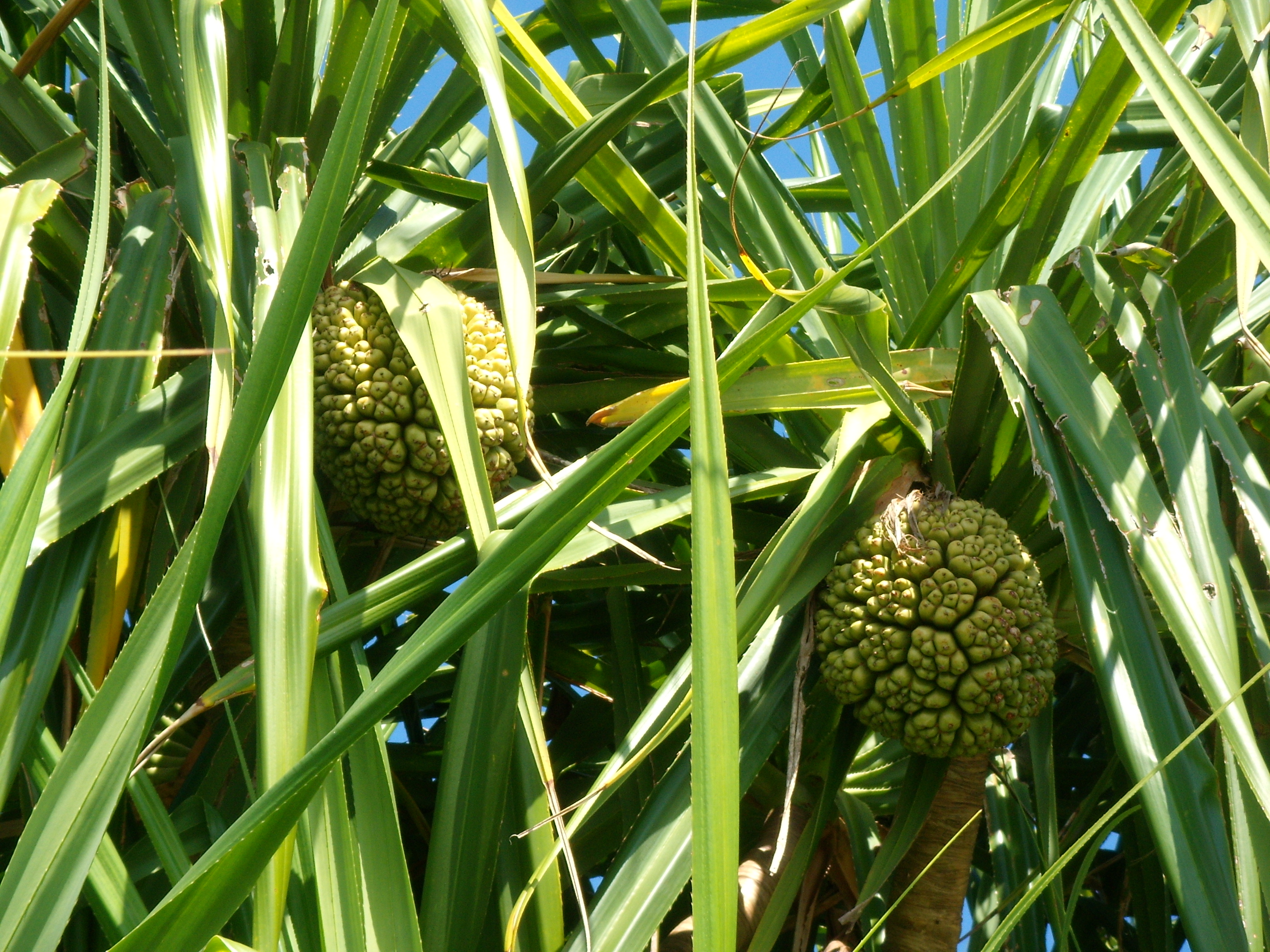
Pandanus odoratissimus.
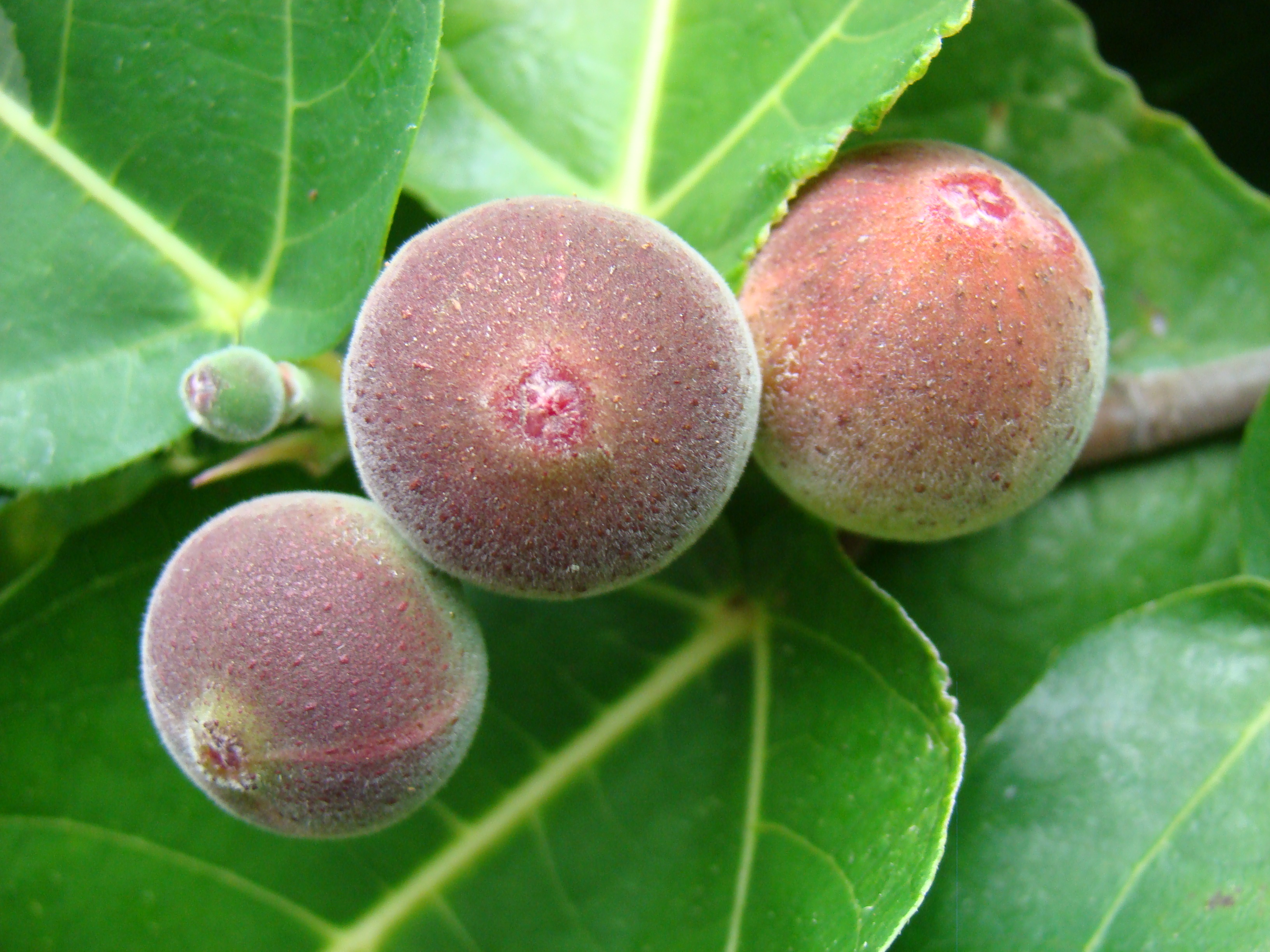
Fruits du Ficus aspera.
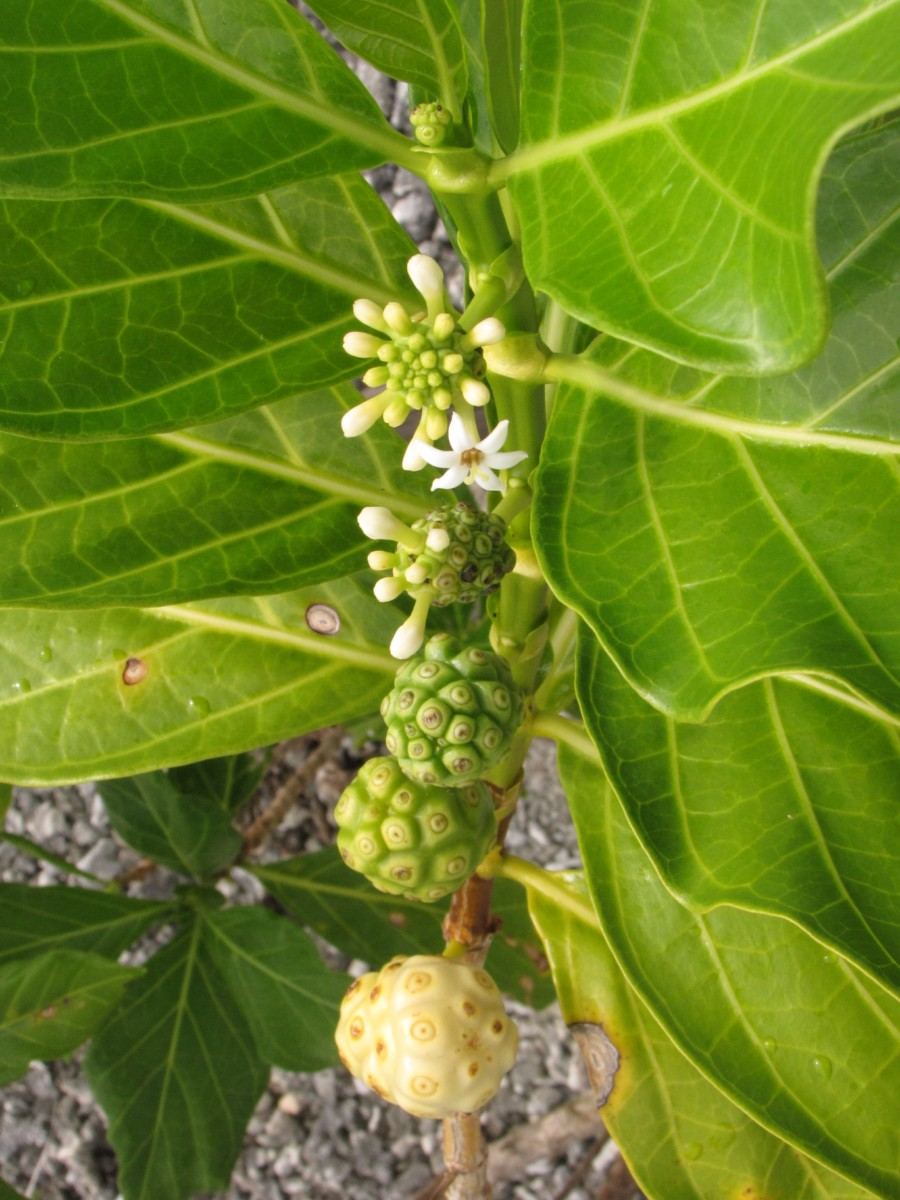
Le Morinda citrifolia, dont le fruit est consommé cru.

Parmi les tubercules, l'arrowroot de Tahiti (pia) est utilisée pour faire de la farine.

#### Animaux sauvages
Les Tuvaluans chassent et mangent des oiseaux ; une vingtaine d'espèces ont été répertoriées, la plupart étant des oiseaux marins. La chasse, réalisée à l'aide de filets en bois et en fibre de coco, est une activité masculine. Elle peut s'avérer dangereuse, notamment lorsqu'il faut grimper aux arbres de nuit pour essayer d'attraper un oiseau comme le noddi brun (gogo) ou la frégate aigle-de-mer (gogo). La fabrication de filets pour oiseaux est une technique que seuls les pêcheurs expérimentés maîtrisent. Certains oiseaux sont attrapés avec des pièges, attirés par un appât de crabe fantôme commun (kaviki), comme le pluvier bronzé (tuli), le tournepierre (kolili) ou le chevalier errant (tulitainamu). D'autres oiseaux, comme un pigeon sauvage, le carpophage pacifique (lupe), sont attrapés à la main dans leurs nids, ou tués en leur jetant des pierres.

La chasse des oiseaux sauvages est exclusivement dévolue aux hommes, et se fait généralement de nuit. Lorsqu'un Tuvaluan rentre de la chasse, il réveille sa famille et partage avec ses proches ce qu'il a attrapé ; les oiseaux sont grillés sur le feu et mangés. La plupart des chasseurs ramènent une dizaine d'oiseaux en une nuit, mais certains plus expérimentés peuvent en rapporter jusqu'à une cinquantaine. La consommation de noddi brun et de noddi noir est importante pendant les périodes de tempêtes où la pêche n'est pas possible.

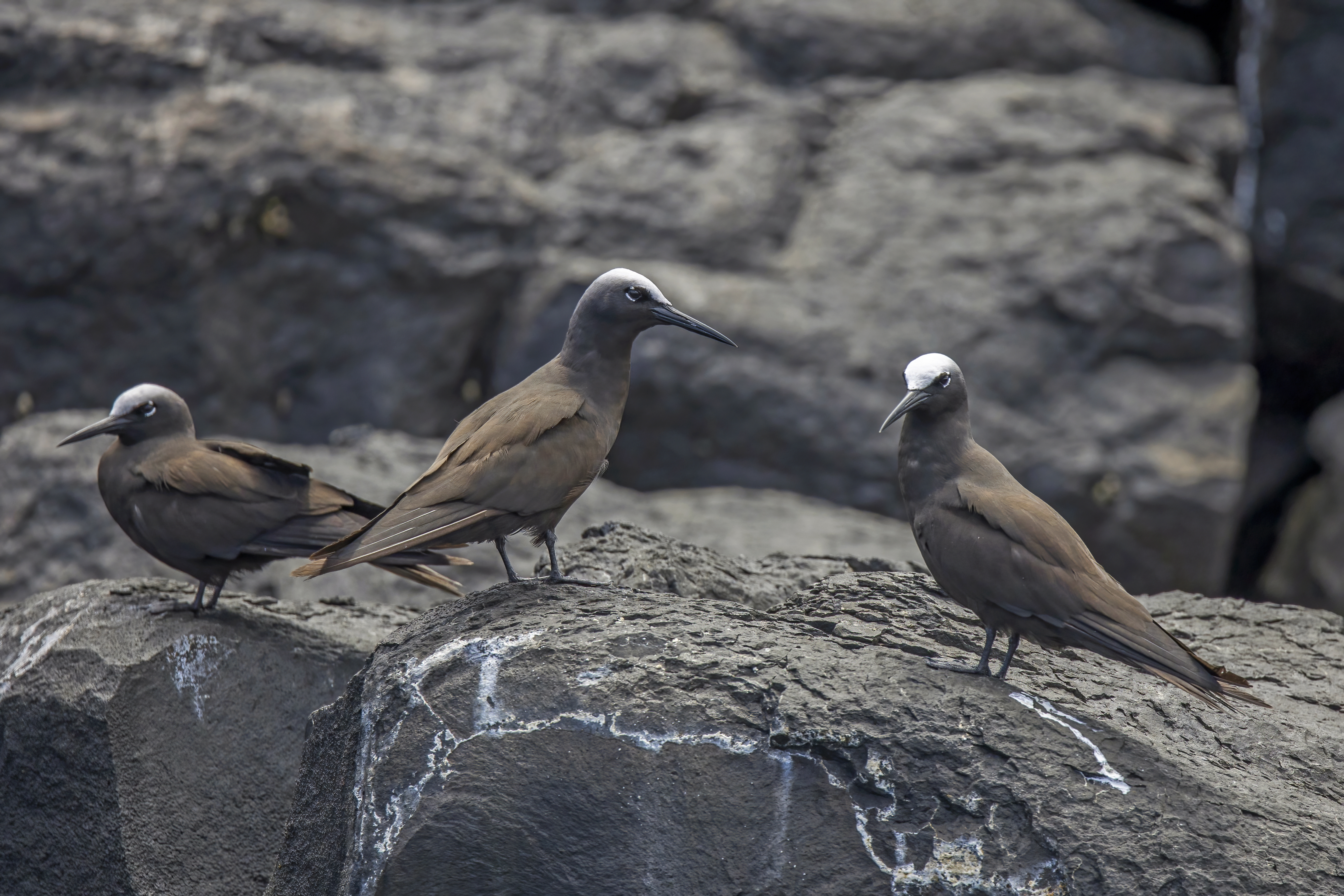
Noddi brun.
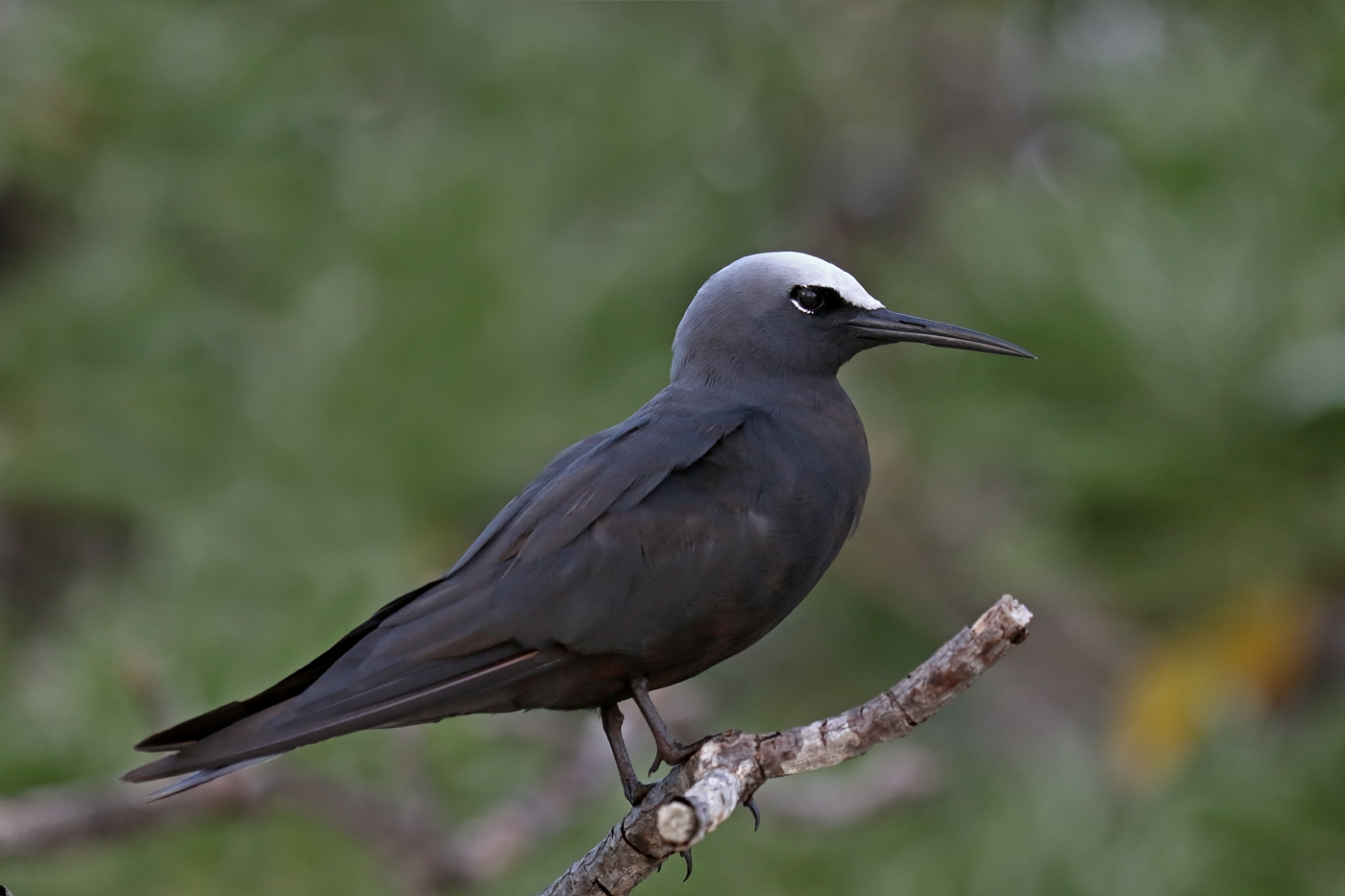
Noddi noir.
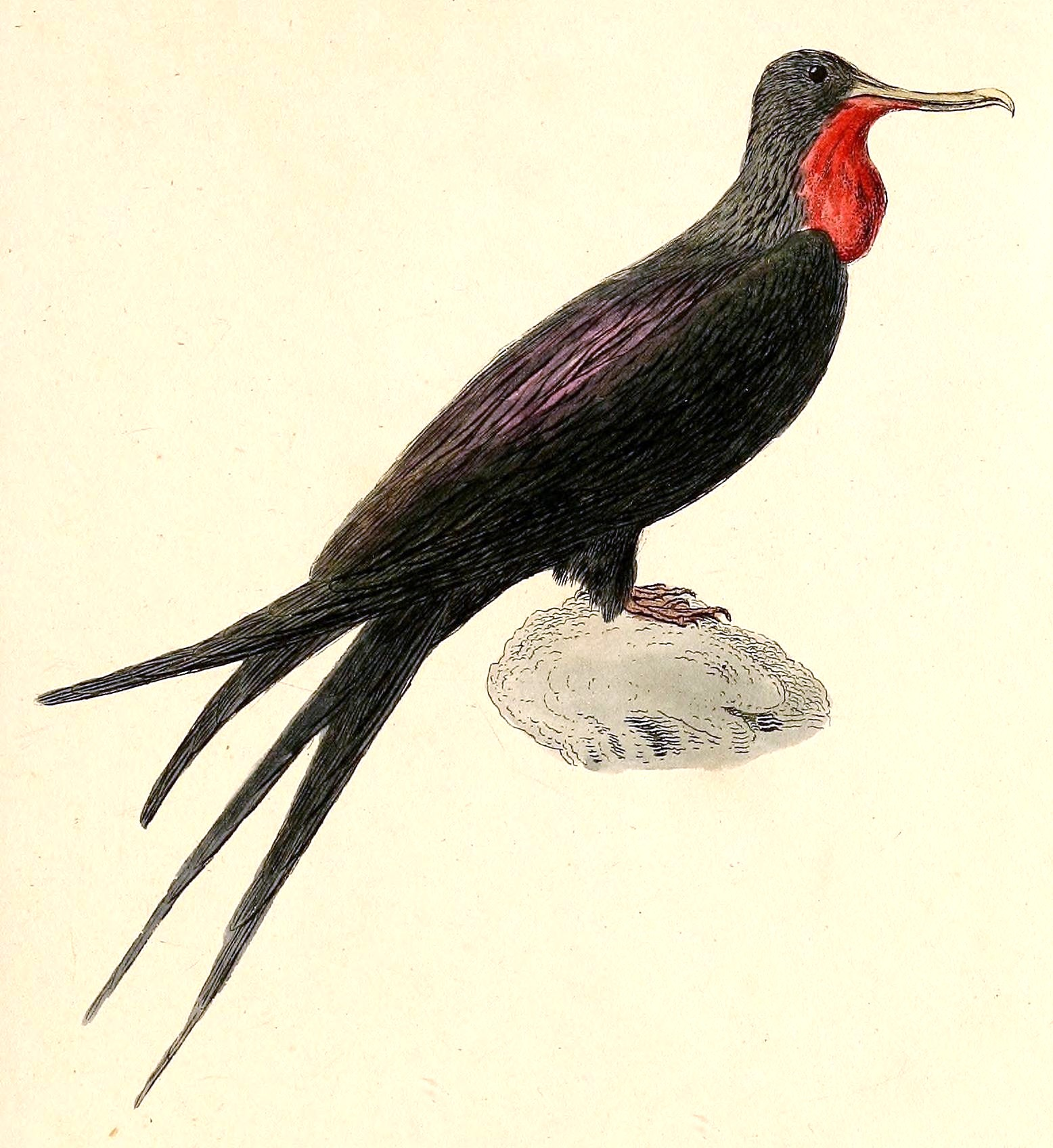
Frégate aigle-de-mer.
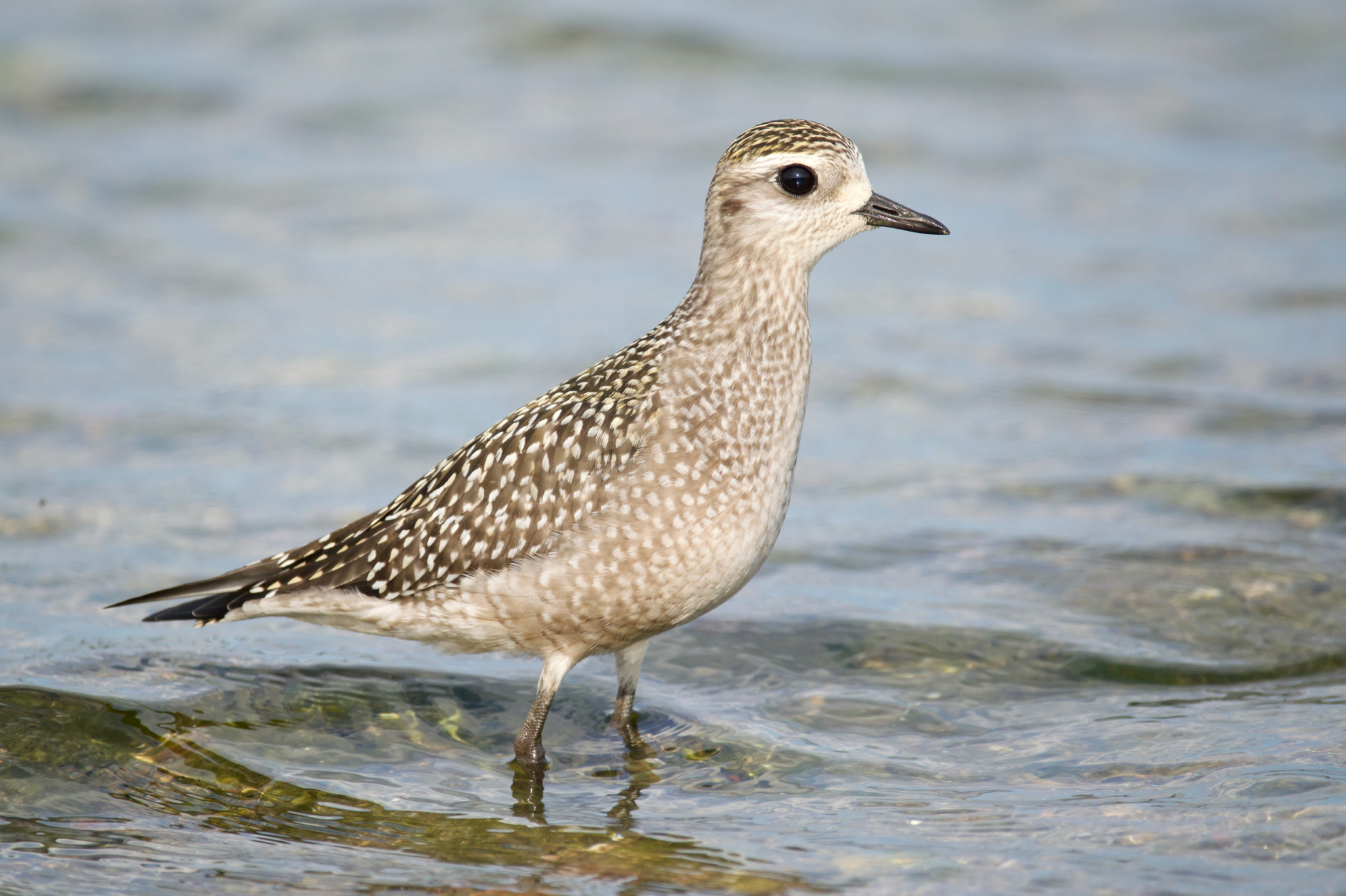
Pluvier bronzé.
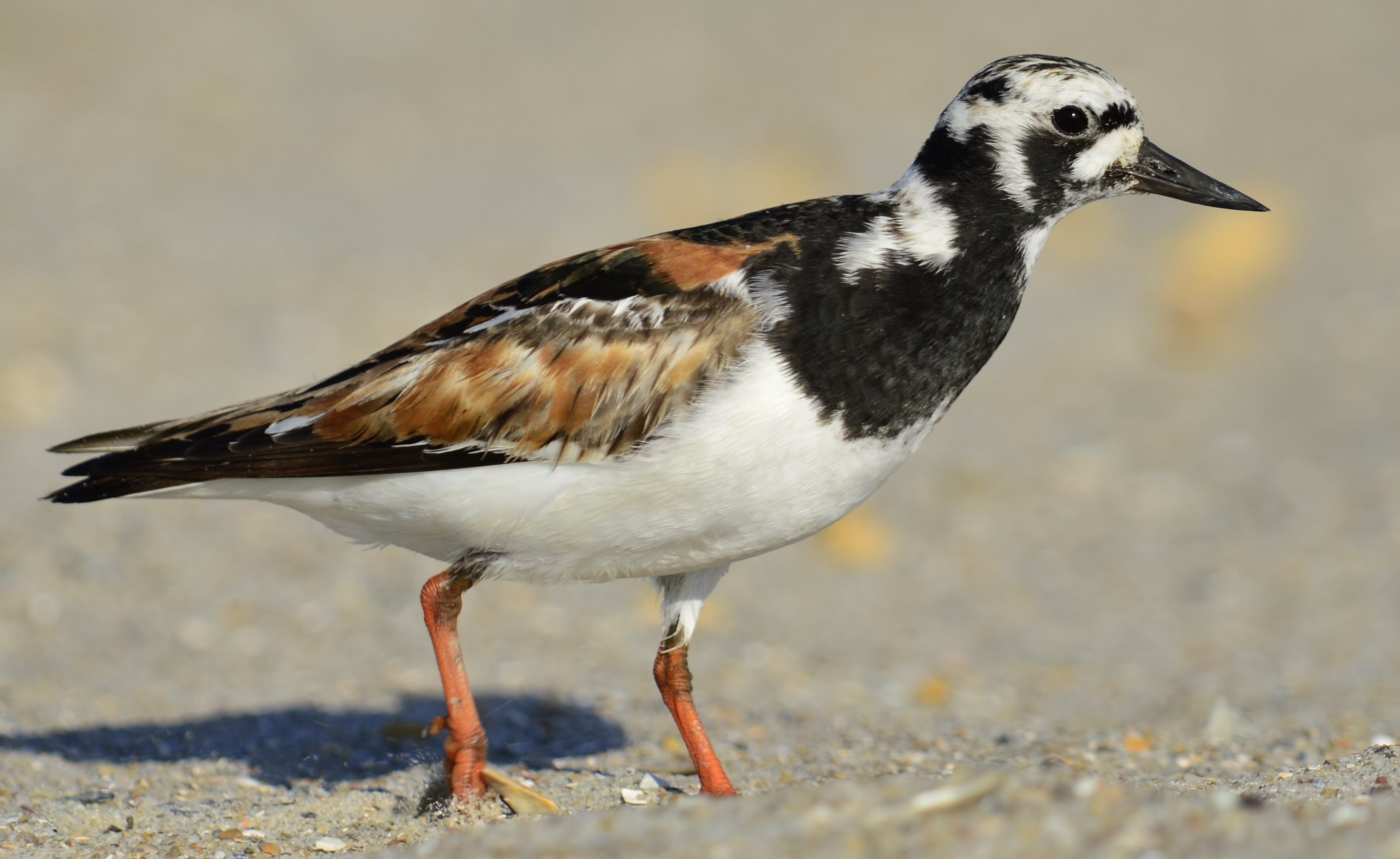
Tournepierre à collier.
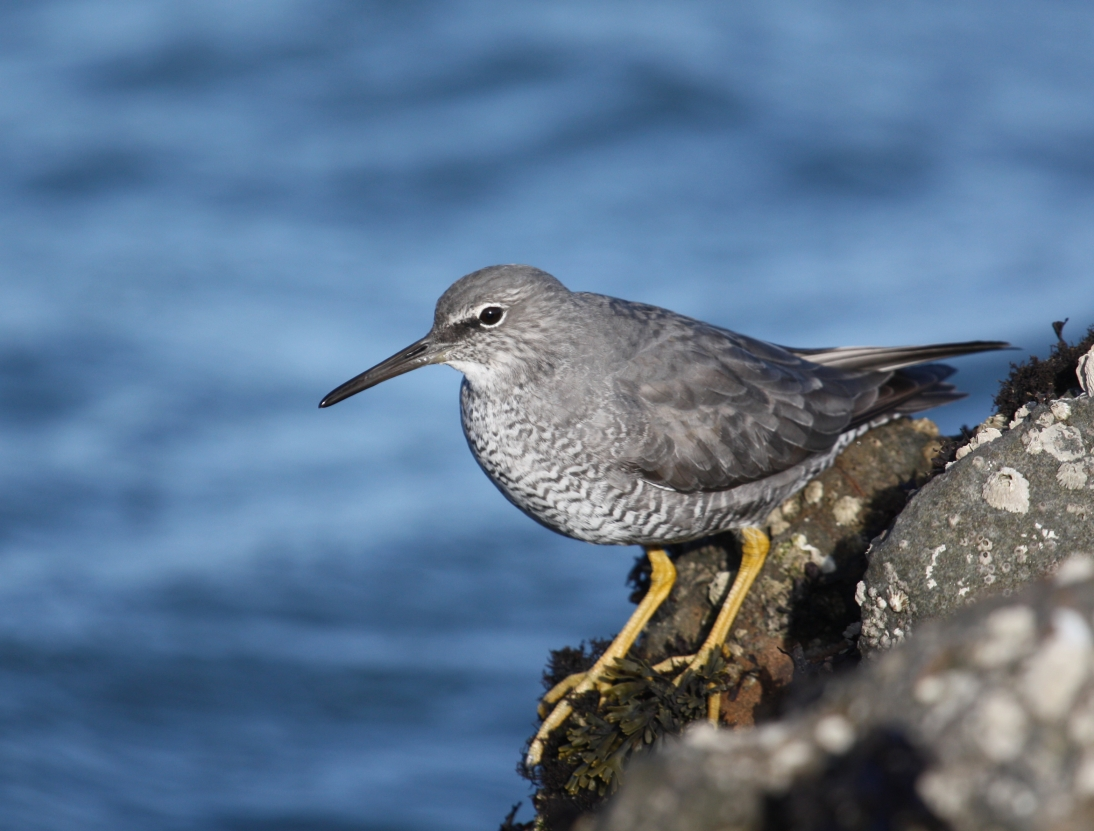
Chevalier errant.
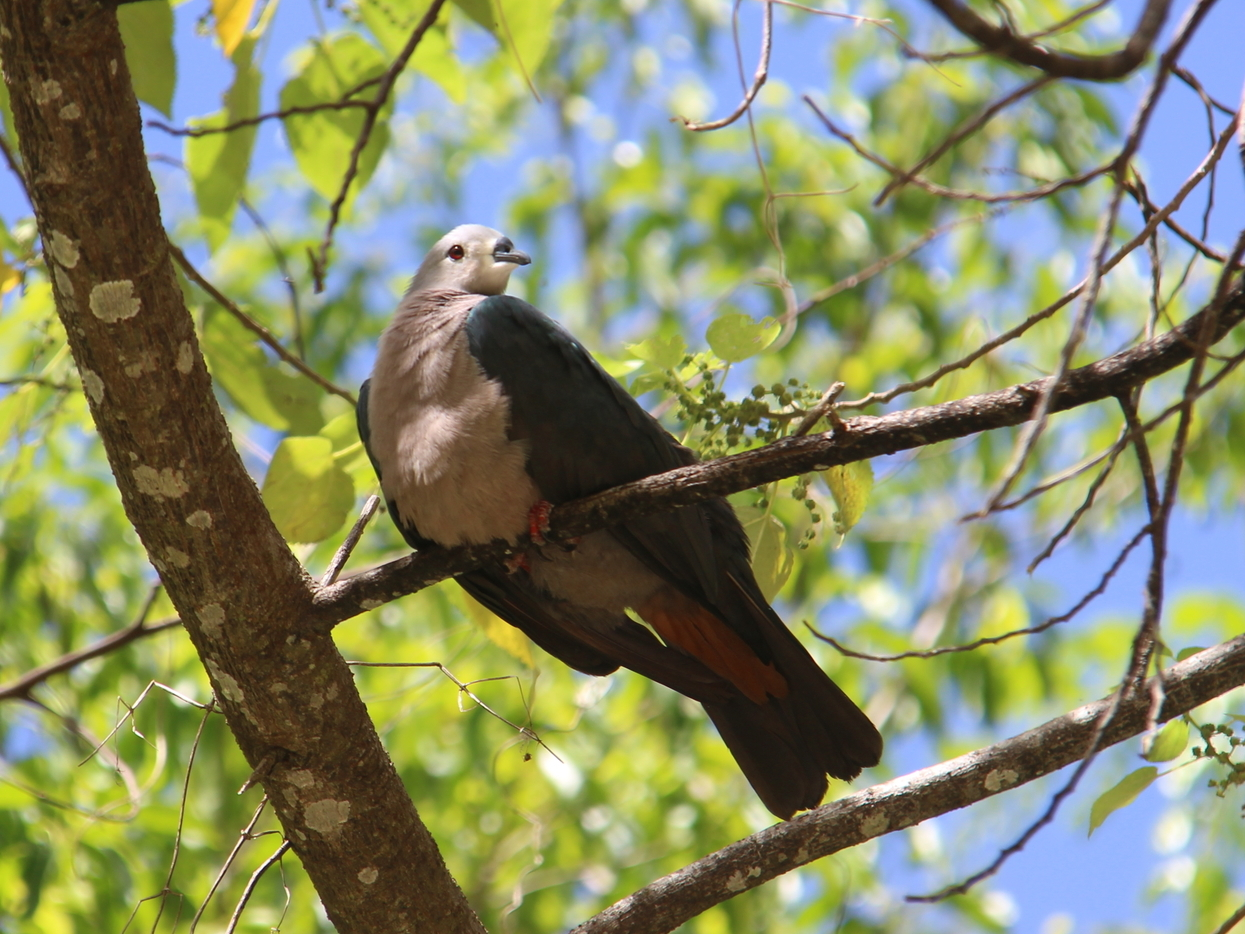
Carpophage pacifique.

Plusieurs espèces de crabes sont consommées, le paikea étant la plus répandue. Les crabes sont notamment mangés pendant les périodes de tempêtes, où il est impossible de sortir pêcher du poisson. À Nanumanga, les habitants ont développé une technique spécifique pour attraper des crabes à l'aide d'un appât à base de noix de coco.
Les femmes et les enfants s'occupent de ramasser des coquillages le long des récifs, particulièrement dans les atolls comme Nukufetau, tandis que les hommes chassent les tridacna (bénitiers).

#### Poissons

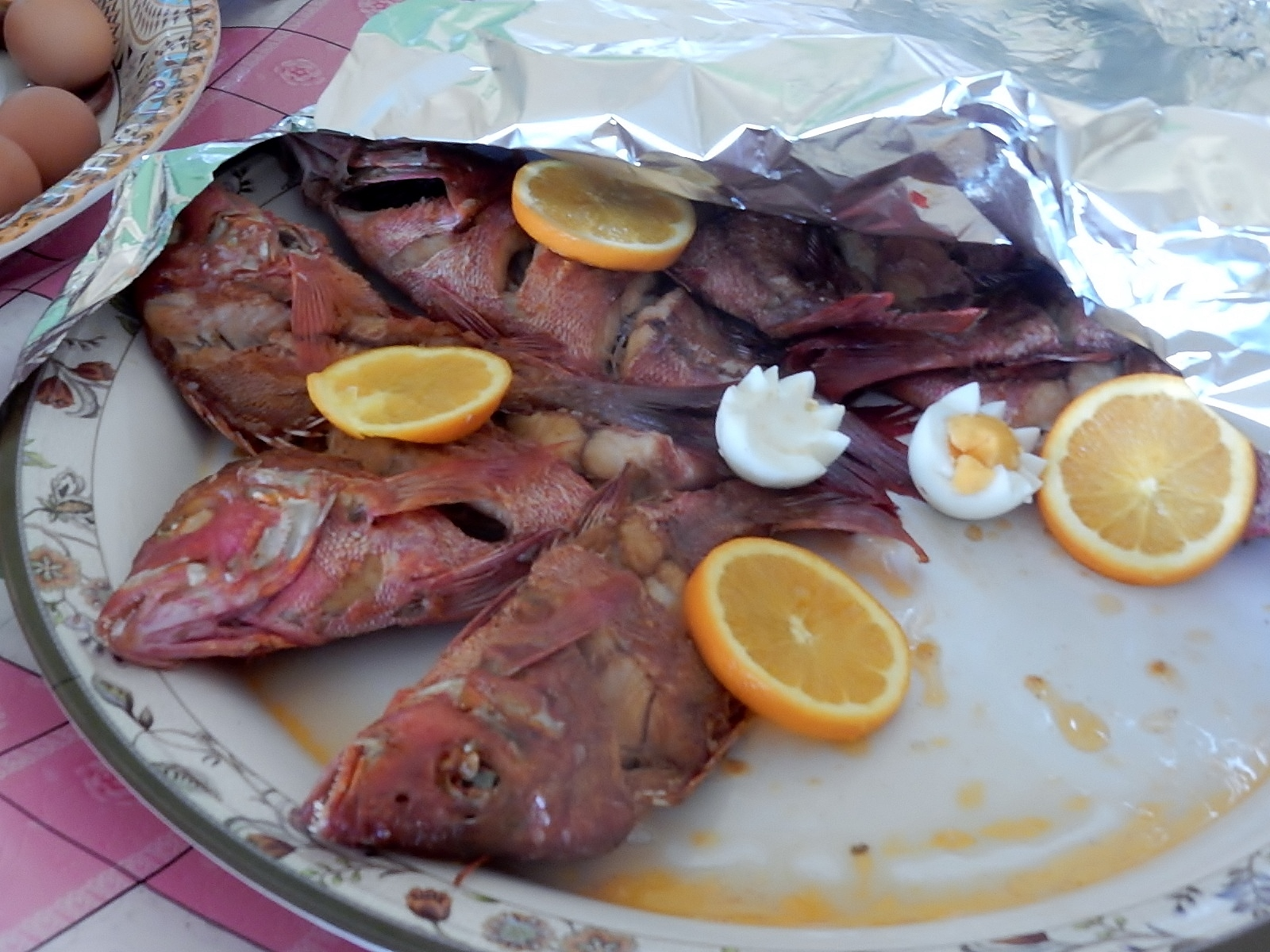
Plat à base de poissons (Funafuti, 2016).

De nombreux poissons sont consommés par la population tuvaluane, et dans de nombreux atolls, constituent la première source de nourriture facilement accessible. La pêche a surtout lieu d'avril à octobre (entre octobre et avril ont lieu des tempêtes rendant hasardeuse une sortie en mer, parfois pendant plusieurs semaines d'affilée).
La pêche joue un rôle essentiel dans l'alimentation tuvaluane. De nombreuses techniques de pêche existent (à Nukufetau, une cinquantaine de méthodes ont été répertoriées). Ces techniques varient selon les endroits : dans les îles comme Niutao et Nanumanga, la pêche se fait essentiellement au large, tandis que dans les atolls comme Nukufetau, le lagon contient de nombreux poissons. La pêche est une activité genrée : seuls les hommes montent dans les pirogues, tandis que les femmes pêchent sur les récifs. Sur chaque île sont présents des experts de la pêche (tautai), qui ont appris les techniques de leur père et les transmettent à leur fils, et conseillent les autres hommes de l'île.

#### Agriculture
L'économie des Tuvalu a longtemps été une agriculture de subsistance : les habitants se basaient sur le calendrier lunaire pour planter les tubercules.
Le taro géant des marais, les bananiers et l'arbre à pain sont les principales espèces qui sont cultivées aux Tuvalu. Le sol généralement pauvre des atolls ne permet pas de faire pousser beaucoup de plantes, et les abres qui sont plantés (comme les cocotiers) demandent beaucoup de soin pour pousser. L'arbre à pain et le bananier ont été introduits aux Tuvalu après les premiers contacts européens.

## Cuisine contemporaine

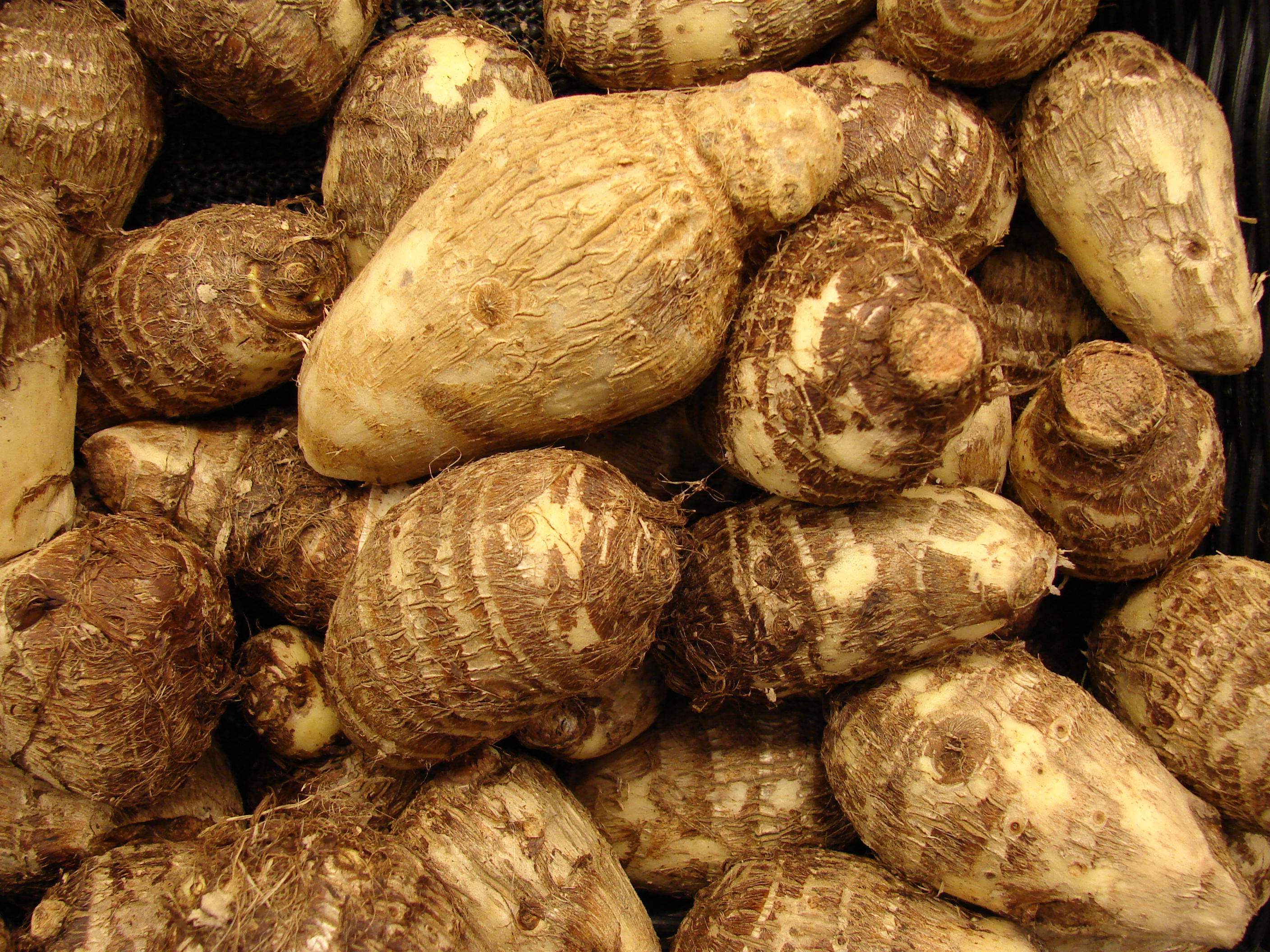
Tubercules de taro.

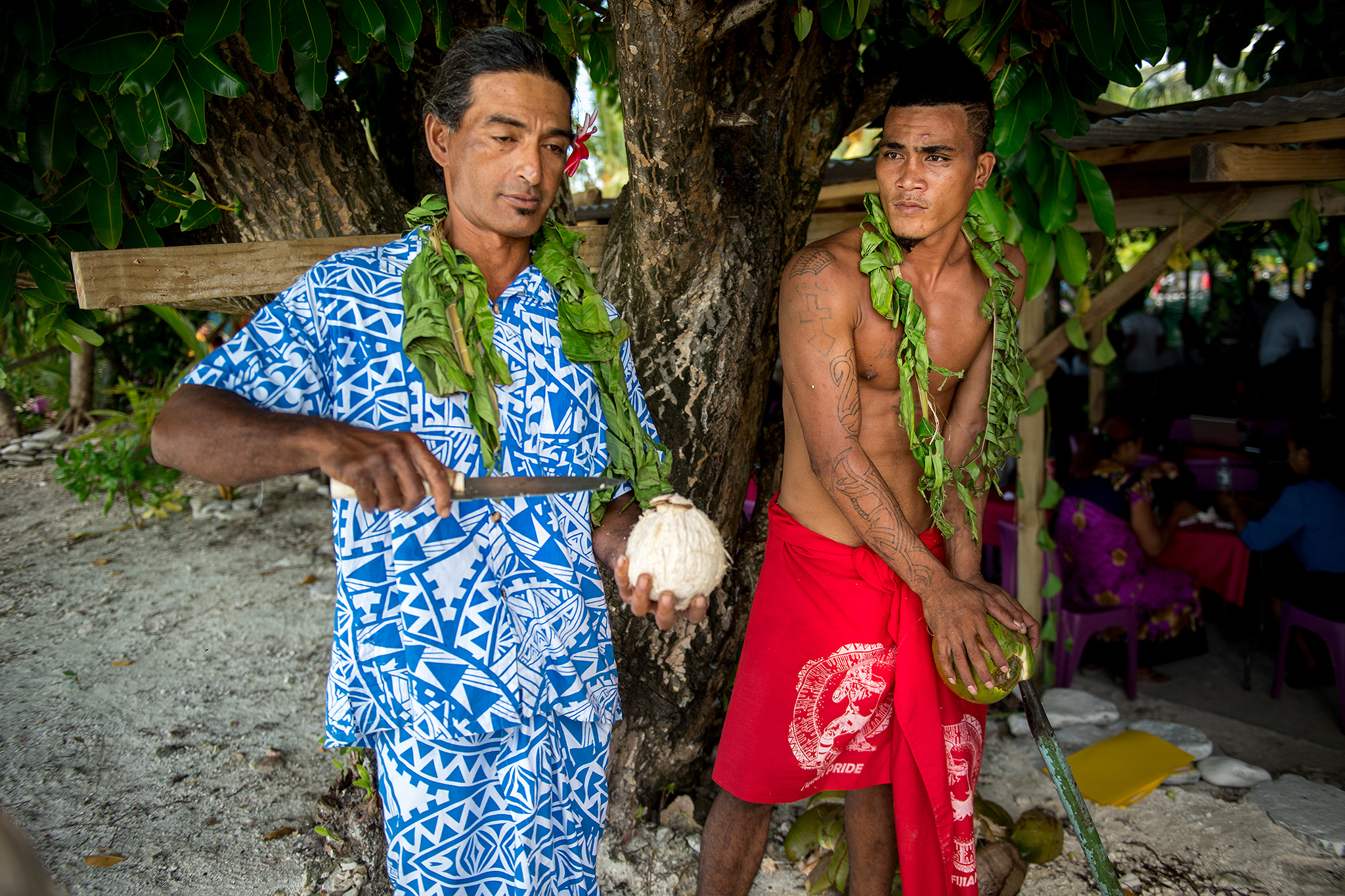
Des Tuvaluans découpent une noix de coco lors d'une réception officielle en 2017.

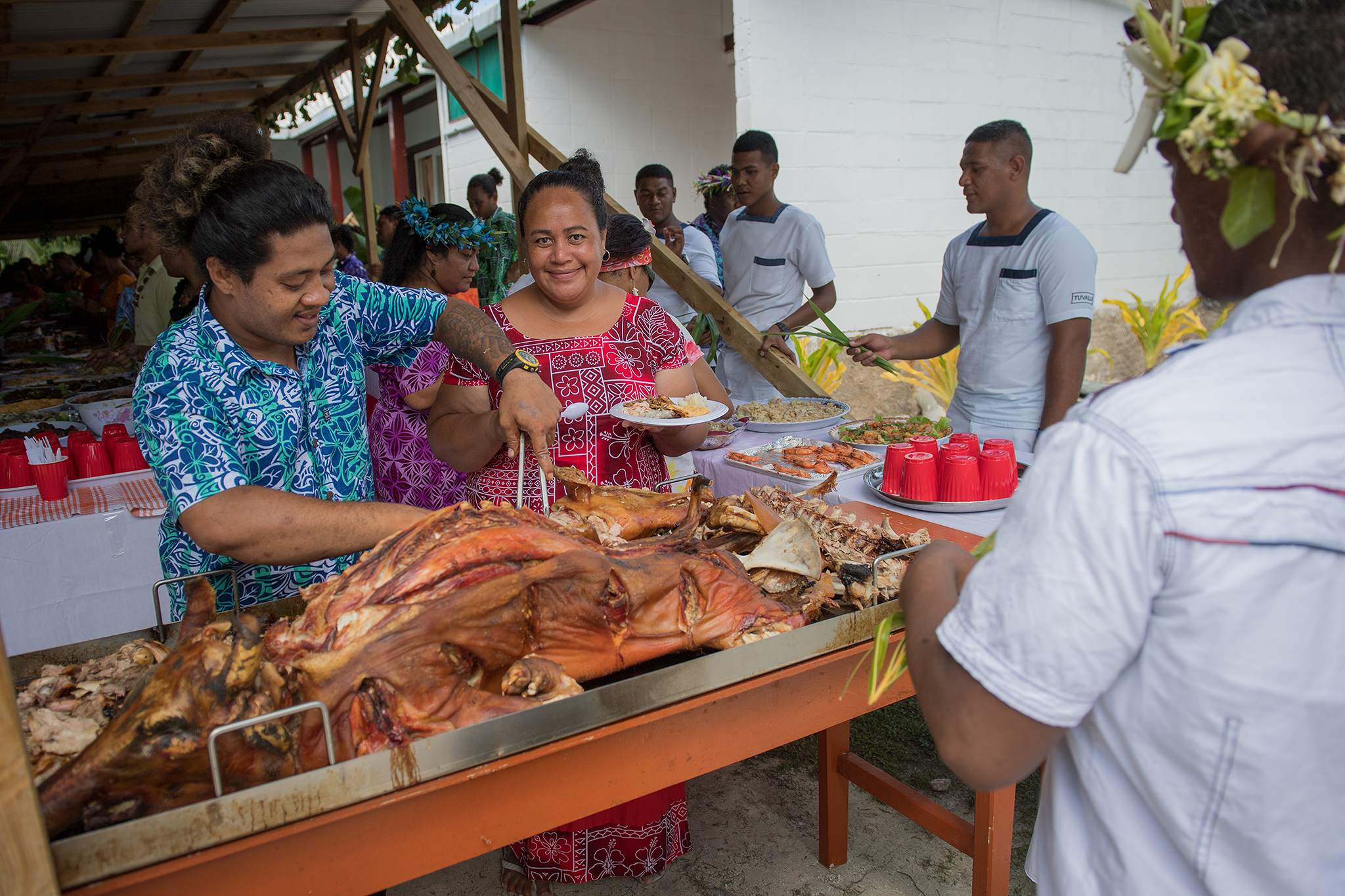
Découpe d'un cochon lors d'un banquet officiel en 2017.

Les aliments principaux de la cuisine des Tuvalu sont la noix de coco, le taro, le pulaka, le riz et les fruits et légumes locaux (bananes, pandanus, etc.). Le poisson et les fruits de mer sont aussi très répandus. Le crabe de cocotier est très populaire aux Tuvalu.
Les Tuvaluans consomment beaucoup de plats à base de crème de coco.
Les viandes les plus cuisinées sont le porc et les oiseaux de mer.

### Exemples de mets tuvaluans
- Pulaka
- Tulolo (pulaka à la crème de coco)
- Soupe de feuille de taro
- Chips de taro
- Palusami (plat composé de feuilles de taro ou d'épinard avec crème de coco, citron vert, oignon et jus d'épice).
- Pudding de taro râpé à la tuvaluane[12]

## Influences extérieures et risques
La cuisine tuvaluane a été influencée par la cuisine des Kiribati voisines, qui a transmis notamment le toddy, une technique de fermentation du jus de la fleur de coco).
Avec l'implantation de plusieurs bases américaines pendant la Seconde Guerre mondiale, les Tuvaluans ont connu la nourriture en boîte de conserve, notamment le corned-beef. Cela a entraîné un changement dans l'alimentation de la population, qui consomme désormais beaucoup de plats sucrés et transformés, même quand les légumes et tubercules sont disponibles. En conséquence, dans les années 2000, une partie importante de la population souffre de diabète, hypertension et maladies cardiovasculaires.